# Saturator (nielegal O.S.T.R.-a)
Saturator – demo polskiego rapera i producenta muzycznego O.S.T.R.-a, jego zawartość stanowiło sześć utworów, w tym jeden instrumentalny. Kaseta została nagrana prawdopodobnie w latach '97 -'00 w warunkach domowych, bez udziału innych raperów. Jeden z utworów - freestyle "Free about..." ukazał się w 2002 roku na płycie 30 minut z życia.
W udzielonym w 2009 roku wywiadzie O.S.T.R. przyznał, że z wydawnictwa zachował się tylko jeden utwór, pozostałe natomiast uległy zniszczeniu.

## Lista utworów
Opracowano na podstawie materiału źródłowego.
1. "A więc bądź przy tym" - 4:29
2. "Moje bugi jak spodnie" - 3:25
3. "ŁKS" - 5:31
4. "OSTR-uj" - 3:38
5. "Free about 4 MC's" - 3:58
6. "Moje bugi jak spodnie (Instrumental)" - 3:23